# Pappadátes
Pappadátes är en ort i Grekland.   Den ligger i prefekturen Nomós Prevézis och regionen Epirus, i den centrala delen av landet, 290 km nordväst om huvudstaden Aten. Pappadátes ligger 509 meter över havet och antalet invånare är 1 313.
Terrängen runt Pappadátes är kuperad åt sydost, men åt nordväst är den bergig. Runt Pappadátes är det ganska glesbefolkat, med 42 invånare per kvadratkilometer. Närmaste större samhälle är Filippiáda, 14,4 km sydost om Pappadátes. 